# Ultimo
Ultimo (Ulten) é uma comuna italiana da região do Trentino-Alto Ádige, província de Bolzano, com cerca de 3.004 habitantes. Estende-se por uma área de 208 km², tendo uma densidade populacional de 14 hab/km². Faz fronteira com Bresimo (TN), Castelbello-Ciardes, Laces, Lauregno, Martello, Naturno, Proves, Rabbi (TN), Rumo (TN), San Pancrazio.

## Demografia
| Variação demográfica do município entre 1861 e 2011                               |
|                                                                                   |
| Fonte: Istituto Nazionale di Statistica (ISTAT) - Elaboração gráfica da Wikipedia |